# Hellur
Hellur (dánul: Heller) település Feröer Eysturoy nevű szigetén. Közigazgatásilag Fuglafjørður községhez tartozik.

## Földrajz
A település a sziget keleti oldalán, az Oyndarfjørður fjord déli partján fekszik.

## Történelem
Hellurt Lambiból (más források szerint Fuglafjørðurból) érkező emberek alapították 1849-ben.

## Népesség
| Év          | Lakosság |
| ----------- | -------- |
| 1986.01.01. | 48       |
| 1991.01.01. | 42       |
| 1996.01.01. | 33       |
| 2001.01.01. | 27       |
| 2006.01.01. | 30       |

## Közlekedés
Hellur zsáktelepülés: az egyetlen út délnyugati irányba vezet, és az Oyndarfjørðurt Skálabotnurral összekötő útba csatlakozik be. Az autóbusz-összeköttetést a 481-es járat biztosítja Oyndarfjørður és Skálabotnur felé.